# Сверчков-Сабуров, Юрий Константинович
Ю́рий Константи́нович Сверчко́в-Сабу́ров (? −1512) — московский дворянин, окольничий и воевода на службе у московских князей Ивана III и Василия III.

## Происхождение и семья
Дворянин из рода Сверчковых-Сабуровых — потомок в VII колене татарского мурзы Чета. Старший из пяти сыновей Константина Фёдоровича Сверчка-Сабурова, тесть Василия III — отец великой княжны московской Соломонии Юрьевны. Четыре его брата: Борис, Тимофей (Замятня), Даниил, и Иван также состояли на московской службе, но особо высоких должностей при дворе не получили. Имел четырёх сыновей Ивана, Андрея, Фёдора и Афанасия. Из его потомков наиболее заметной фигурой был внук — Яков (Замятня) Иванович — воевода при Иване Грозном

## Служба
В 1494-95 годах руководил переписью Обонежской пятины в Новгородской земле.
С 1501 года был наместником в Кореле.
В 1505 году выдал дочь Соломонию замуж за Василия III. Став тестем царя, занял видное положение при дворе. В феврале 1506 года ему докладывались судебные дела по земельным спорам. В том же году во время русско-казанской войны был воеводой сторожевого полка в Муроме, под общим командованием Даниила Васильевича Патрикеева-Щени, оттуда он был переведен в Нижний Новгород. После существенного поражения под Казанью основных сил русской армии под командованием брата Василия Дмитрия Жилки, оставлен воеводой в Нижнем Новгороде.
В конце 1509 года во время похода Василия III на Новгород и Псков был оставлен в Москве, вероятно, по старости. Умер в 1512 году.